# Heggere, Belgaum
Heggere là một làng thuộc tehsil Belgaum, huyện Belgaum, bang Karnataka, Ấn Độ.